# Костельник Гавриїл Федорович
Гавриїл Теодорович Костельник (15 червня 1886, Руський Крстур, тепер Воєводина, Сербія — 20 вересня 1948, Львів) — священник-апостат УГКЦ (після 1946 р. — священник Російської православної церкви, протопресвітер), русофіл, український богослов, церковно-громадський діяч, письменник, мовознавець та історик, доктор філософії.

## Життєпис

### Сім'я
Народився в греко-католицькій родині українських переселенців. Його батьки належали до нащадків першої хвилі масової міґрації українців за межі своєї етнічної території, котра була зумовлена економічними чинниками. Переселення на ці землі розпочалося ще в середині XVIII ст. з південно-західного регіону Карпат (Закарпаття і Пряшівщина).

### Навчання
Навчався у гімназіях міста Винковиці та Загреба. У 1906–1907 роках на теологічному факультеті Загребського університету. На початку другого навчального курсу (восени 1907 р.), митрополит Шептицький, за сприяння о. Діонісія Няраді, майбутнього єпископа Крижевецької єпархії (1920–1940), переводить Гавриїла Костельника на навчання у Львівську духовну семінарію. В той час серед семінаристів не було єдности у поглядах на майбутнє України. Серед студентів, як описує сам Костельник, було до тридцяти відсотків москвофілів, які намагалися переконати Костельника пристати до них. Він, натомість, підтримав український рух. Після закінчення семінарії у 1911 р., Костельник їде, щоб продовжити навчання в Фрібурзькому католицькому університеті (Швейцарія), в якому, через два роки (у 1913 р.), успішно захищає докторську дисертацію з філософії латинською мовою «Про основні принципи розумового пізнання». 

### Діяльність з 1913 по 1939
В 1913 році одружився у Львові з Елеонорою Зарицькою, донькою директора української гімназії в Перемишлі, після чого прийняв духовний сан. З 1915 р. служив у храмі Преображення ГНІХ (Львів). Водночас, викладав у львівських гімназіях, з 1920 року — у Львівській духовній семінарії, з 1928 року — професор Львівської богословської академії (вчив логіку, поетику, історію грецької філософії, християнську філософію та вибрані питання з психології). У 1920–1929 роках був головним редактором церковного журналу «Нива» у Львові.
Підтримував зв'язок з україномовною громадою в Югославії, брав участь в організації «Руске Народне Просвитне Дружство».
З 1930 р. у різних часописах з'являються статті Костельника, у яких він дуже чітко висловлює свою позицію у ставленні до більшовизму. Часопис «Нива» в 1930 р. публікує статтю «Чому большевики переслідують релігію». В 1932 р. одразу в двох часописах друкуються статті, які засуджують діяльність Генерального Секретаря Центрального Комітету Комуністичної Партії Радянського Союзу Йосипа Сталіна: у часописі «Діло» — есе «Новочасний фараон — Сталін», а в часописі «Мета» – стаття «Наполеон і Сталін». Водночас, о. д-р багато пише проти атеїзму — «Большевизм — новітній „кльовн христіянства“» (1929), «Справжнє джерело атеїзму» (1935), «Arcana Dei. Шляхи віри модерної людини» (1936), «Релігійні фалші нових часів» (1937). У цих роботах він критично розглядає атеїзм як різновид релігії.

### 1939–1946
Серед документів НКВС міститься один, в якому стверджується, що о. Гавриїл Костельник разом з групою священників львівської єпархії на чолі з Климентом Шептицьким в 1939 р. обговорювали питання про утворення «Української народної церкви». Головою нової церкви, згідно з документом, вони вважали, мав стати Андрей Шептицький. Однак, така інформація не є достовірною, більше про це не згадується в інших джерелах. Зокрема, нічого подібного немає в кримінальній справі на о. Климентія Шептицького. Натомість, ще в 1922 р. о. д-р. Гавриїл Костельник написав і видав твір «Народня чи Вселенська Церква», у якому цілковито розкритикував ідею утворення народних Церков як антибіблійну та єретичну.
Протягом 1939–1941 років Костельника неодноразово викликали в органи НКВС, де переконували схилити митрополита Андрея Шептицького до приєднання УГКЦ до Російської православної церкви. Для здійснення тиску було заарештовано старшого сина Костельника — Богдана — і розстріляно у червні 1941 року під час відступу радянських військ. Пізніше двоє його інших синів — Іриней та Зиновій — вступили добровольцями до дивізії «Галичина». Згодом цей факт використовувався радянською владою для шантажу.
Костельник взяв участь у підготовці та проведенні Львівського церковного собору (1946), організованого НКВС, що проголосив скасування Берестейської унії і приєднання греко-католиків УРСР до РПЦ. Православні стверджують, що він, «невтомно шукаючи правду, прийшов до переконання, що істина не в Римі, а в Святому Православії» і саме це стало основним мотивом таких його дій. Справді, в міжвоєнний період в греко-католицькій церкві у Галичині серед духовенства та вірних були дві течії — так звані восточники (візантиністи) та западники (латиністи). «Восточники» хотіли очистити обряд від різних, чужих йому, нашарувань, а «западники» навпаки вважали, що латинські додатки є природним і логічним розвитком обряду, корисним для духовного добра вірних. До першої групи належав і Гавриїл Костельник. Однак, як він сам стверджував у рефераті, написаному на вимогу НКВС у 1941 р., там не стояло питання переходу в православ'я: «Зрештою, мушу завважити, що це цілком помилкова думка, наче б „восточники“ в душі укрито були православні. Боротьба в нас велася тільки за збереження традиції нашої Церкви, а не проти католицької віри в ідеальному розумінні».
Цю думку підтвердила в одному з інтерв'ю донька о. Костельника, Христина Польяк: «Мати оповідала, що покійний батько пішов на православізацію тільки з практичних міркувань, а ніколи з переконання. Він часто повторяв: „Якщо підпорядкуємось Московському патріархові, збережемо нашу Греко-католицьку церкву, а в свій час скажемо слово, як певна організована сила“. По війні була шалена нагінка на українців греко-католиків і, щоб уникнути переслідування, батько радив тимчасово зірвати з Римом».  
Остаточно визначити мотив такого вчинку досить складно, оскільки більшість документів з архівів радянських спецслужб знаходяться в Москві, без можливості доступу до них.

### Смерть

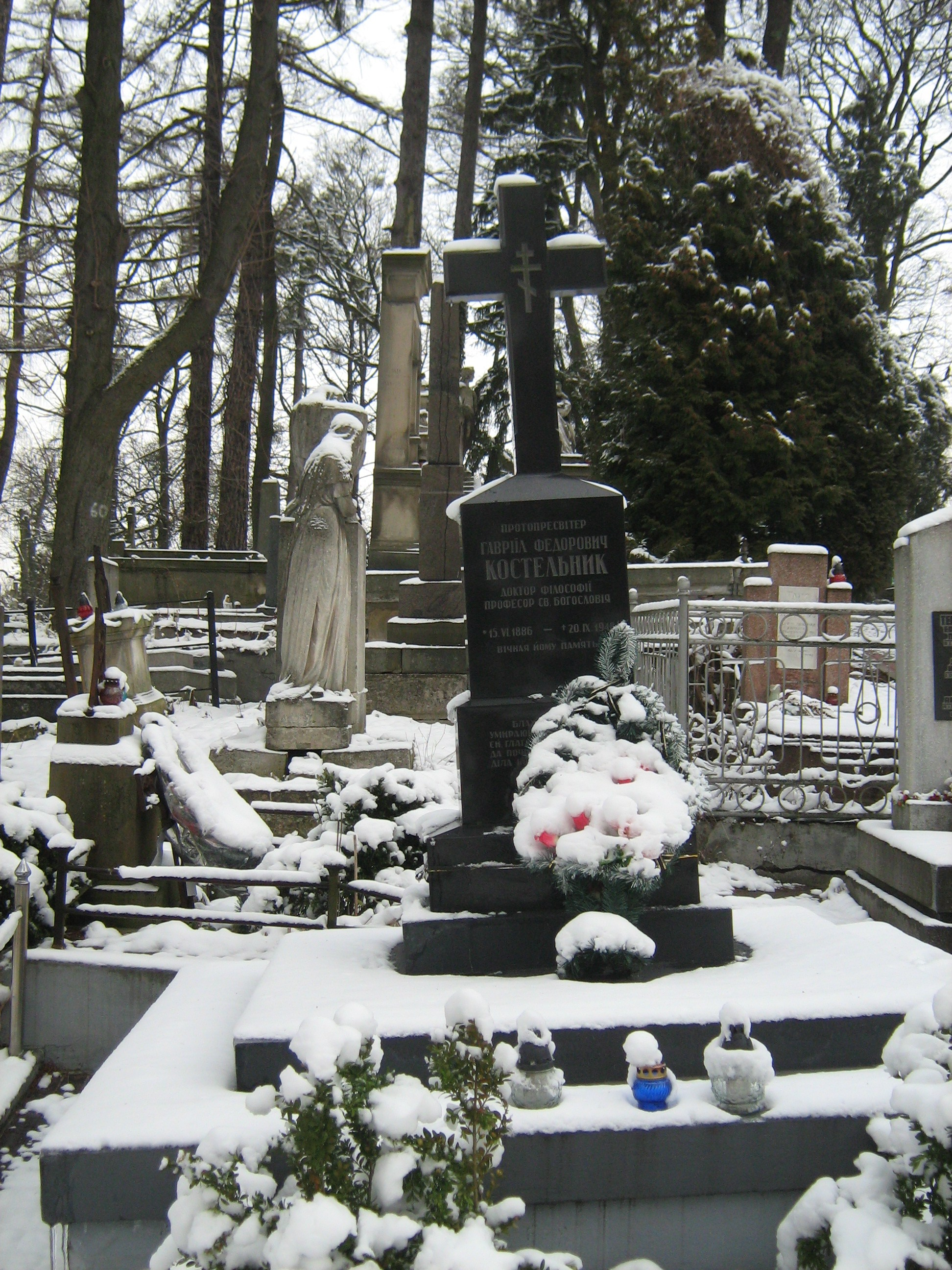
Надгробок, Личаків

У 1948 році на вулиці Краківській, перед Преображенською церквою, о. Костельника застрелено. Відразу після цього спецслужби намагались змусити вдову Костельника визнати, що убивцею був син-дивізійник. Радянська пропаганда звинуватила у вбивстві підпілля ОУН. Організатори та виконавці вбивства залишаються невідомими. Не виключено, що сталінські спецслужби прибрали небажаного свідка ліквідації УГКЦ, бо вбивцю застрелив енкаведист під час утечі з місця злочину, за кілька десятків метрів від храму.
Похований на Личаківському цвинтарі (поле № 2) біля своєї малолітньої доньки Святослави (1914—1920). Поруч похована дружина Елеонора Костельник (1891–1982).

## Наукова діяльність
Є автором різних богословських та філософських праць, літературно-критичних розвідок тощо.
Написав «Граматику бачванско-рускей бешеди» (1923), де, поряд з розглядом проблем морфології та синтаксису русинської літературної мови, кодифікував графічну систему та визначив основні принципи орфографії. Окремі розділи праці присвячені проблемам фонетики, словотворення та лексикології русинської мови.
У нарисах «Дзе спада наша бешеда?» (1922) і «Наша бешеда» (1937) Костельник порушує питання глотогенезу мови руснаків Югославії, доводить, що русинська мова (руска бешеда) — це діалект української, який зазнав впливів з боку польської та словацької мов.
Статті «Яка наша народна назва?» (1924) та «Чом сом постал Українєц?» (1935) — про проблеми східнослов'янської етнонімії.

## Літературна творчість
Гавриїл Костельник був талановитим письменником. Писав поезії, оповідання, драматичні твори. Частину його творчої діяльності публікував журнал «Нива». Він почав писати ще під час навчання у греко-католицькій гімназії м. Загреба. Г. Костельник зазвичай писав свої твори бачванським [Архівовано 7 лютого 2016 у Wayback Machine.] діалектом. В його творчості можна примітити велику кількість патріотичних закликів і елементів. Так наприклад в поетичній збірці «Встань, Україно!» можна прочити рядки в яких Костельник звинувачує «…монголів, поляків, литовців, мадярів, турків, московців» в руйнації України.

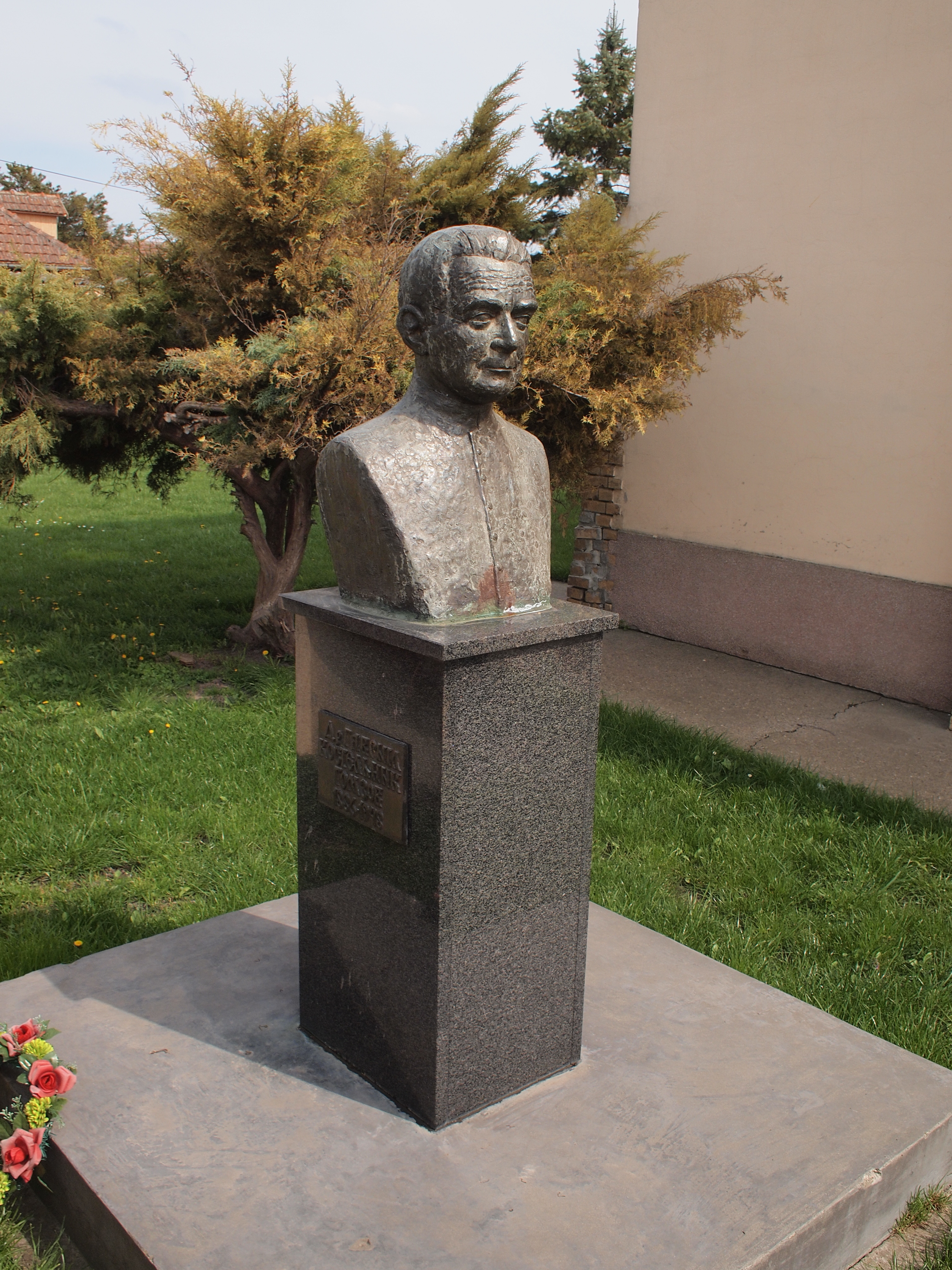
Пам'ятник Г. Костельнику на його батьківщині, Руський Керестур, Сербія.

### Перелік творів
Богословські праці:
- «Народня чи Вселенська Церква» (1922) [Архівовано 22 березня 2017 у Wayback Machine.]
- "Христіянська апольоґетика" (1925) [Архівовано 23 березня 2017 у Wayback Machine.]
- «Нова доба нашої Церкви» (1926) [Архівовано 23 березня 2017 у Wayback Machine.]
- «На ясні зорі, на тихі води» (1928) [Архівовано 23 березня 2017 у Wayback Machine.]
- «Спір про епіклезу між Сходом і Заходом» (1928) [Архівовано 19 березня 2017 у Wayback Machine.]
- «Стояння і клячання в церкві» (1929)
- «Реліґійні фалші нових часів» (1937) [Архівовано 22 березня 2017 у Wayback Machine.]

#### Поетичні збірки
- «З мойого валала» («З мого села») (1904)

- «Встань, Україно!» (1918)
- «Помершій донечці» (1921)
- «Пісня Богові» (1922)

## Збірки праць Гавриїла Костельника
- Костельник Г. Ultra posse. Вибрані твори [Текст] / Г. Костельник; упоряд. та передм. О. Гірник. — Ужгород: Гражда, 2008. — 400 с. — (Серія. Ukrainica: ad fontes. Кн. ІІІ)